# Авангард (хокейний клуб)
Хокейний клуб «Авангард» — хокейний клуб з м. Омськ, Росія. Заснований 1950 року. З 1950 по 1962 рік — «Спартак», з 1962 по 1967 — «Аерофлот», з 1967 по 1972 — «Каучук», з 1972 по 1974 — «Хімік», з 1974 по 1981 — «Шинник», з 1981 — «Авангард». Виступає у чемпіонаті Континентальної хокейної ліги.
Чемпіон Росії (2004), срібний призер (2001, 2006), бронзовий призер (1996, 2007). Володар Кубка європейських чемпіонів (2005).
Домашні ігри команда проводить у Багатофункціональному спортивному комплексі «Арена-Омськ» (10,318). Кольори клубу: чорний, червоний і білий.

## Історія
Команда була заснована в листопаді далекого 1950 року. З того моменту і до закінчення сезону 1961/62 років колектив виступав під назвою «Спартак». З сезону 1962/63 років і до першої половини 1967 року — «Аерофлот», наступні чотири роки «Каучук», потім «Хімік» (1972/73, 1973/74) та «Шинник» (1974/75 — 1980/81). Нарешті, починаючи з сезону 1981/1982 років команда отримала свою нинішню назву, «Авангард».
Що ж до виступів, то спочатку омичі змагалися в чемпіонаті РРФСР, але починаючи вже з 1956 року команда грала в різних лігах чемпіонату Радянського Союзу. Після розвалу імперії, «Авангард» виступав в чемпіонаті СНД, МХЛ та Російській суперлізі. З утворенням в 2008 році КХЛ, Авангард почав виступати в новій лізі.
Найбільшою перемогою команди в найсильнішому дивізіоні є розгром команди «Крила Рад», з рахунком 17:1, що був вчинений в 2007 році в Москві. Таку перемогу можна вважати певною «помстою» за нищівну поразку 1:13, котрої зазнали омські хокеїсти від тих таки «Крил» так само в Москві, але в 1961 році. Результат того поєдинку є найбільшою поразкою в історії команди на найвищому рівні.

### Смерть Черепанова
13 жовтня 2008 року, в Чехові під час матчу між місцевим «Витязем» та «Авангардом» за п'ять хвилин до закінчення зустрічі у форварда омської команди Олексія Черепанова зупинилось серце. На арені не опинилося медиків, тож довелося чекати приїзду карети швидкої медичної допомоги. Вже в лікарня його намагалися привести до тями за допомогою дефібрилятора, але безуспішно.
Після трагедії, що сталася з молодим гравцем, керівництво КХЛ ініціювало розслідування обставин загибелі Олексія Черепанова. 29 грудня того ж року на офіційному сайті ліги з'явилася інформація про результати даного розслідування. Так з'ясувалося, що у Олексія протягом принаймні року до трагедії спостерігалися проблеми з серцем і що він приймав ліки, а саме кордіамін, котрі стимулюють та лікують серцево-судинну систему та органи дихання. Також було встановлено, що даний препарат був введений в організм хокеїста за три години до початку матчу. Кордіамін належить до заборонених препаратів Всесвітньою антидопінговою агенцією (ВАДА).

## Досягнення
- Перше місце чемпіонату Росії (1) — 2004
- Друге місце чемпіонату Росії (2) — 2001, 2006
- Третє місце чемпіонату Росії(2) — 1996, 2007
- Кубок європейських чемпіонів — 2005
- Друге місце Континентального кубку — 2007
- Третє місце Континентального кубку — 1998

Рекорди команди
- Найкращий снайпер в історії на найвищому рівні — Максим Сушинський, 171 шайба
- Найкращий снайпер в одному сезоні на найвищому рівні — Роман Червенка, 36 шайб (2010—11)
- Найкращий снайпер-захисник в одному сезоні на найвищому рівні — Олег Твердовський, 16 шайб (сезон 2003/04 років)
- Найкращий бомбардир в історії на найвищому рівні — Максим Сушинський, 410 (171+239) очок
- Найкращий бомбардир в одному сезоні на найвищому рівні — Олексій Калюжний, 72 (23+49) очка (сезон 2006/07 років)
- Найкращий бомбардир за один матч на найвищому рівні — Олег Кряжев, 6 (2+4) очок («Сибір», 01.12.1996)
- Автор першої закинутої шайби в чемпіонатах країни — Анатолій Комаров (Спартак, Новосибірськ, 25.12.1955)
- Найбільша кількість поєдинків на найвищому рівні — Дмитро Рябикін, 521 зустріч

## Відомі гравці
В чемпіонатах СРСР успішно виступали:
- воротар — Микола Кокшаров;
- захисники — Рудольф Документов, Володимир Мурашов, Віктор Блінов, Геннадій Івачов, Анатолій Сорокін, Борис Седов, Г. Афанасьєв, Юрій Шаталов;
- нападники — Юрій Андрєєв, Володимир Васильєв, Володимир Мішкуров, Віктор Шевельов, Анатолій Хозяїнов, Юрій Чернявський, Валентин Бушуєв, Валентин Биков, Віктор Литвинов, Едуард Рассказов.

В чемпіонатах Росії виступали:
- воротарі — Євген Лойферман, Сергій Храмцов, Олександр В'юхін, Максим Соколов;
- захисники — Сергій Коробкін, Олег Угольников, Альберт Логінов, Костянтин Маслюков, Ігор Нікітін, Ілля Сташенков, Олег Бурлуцький, Олег Шаргородський, Дмитро Рябикін, Олег Твердовський, Юрій Панов;
- нападники — Сергій Губарев, Олексій Ждахін, Сергій Бердников, Костянтин Буценко, Сергій Шитковський, Ігор Бєлявський, Олег Кряжев, Павло Каменцев, Андрій Расолько, Сергій Жеребцов, Андрій Субботін, Андрій Самохвалов, Раміль Сайфуллін, Максим Сушинський, Дмитро Затонський, Олександр Прокоп'єв, Павел Патера, Томаш Власак, Мартін Прохазка, Равіль Якубов.

## Фарм-клуби
- «Омські Яструби» — Молодіжна хокейна ліга